# どうしてだろう
『どうしてだろう』は、カルロス・トシキの3枚目のオリジナル・アルバム。

## 解説
本作は初のミニ・アルバムであり、日本コロムビアからの2枚目のアルバムであり、最後のアルバムとなった。
Jリーグのオフィシャル・ビデオのタイアップが2曲収録されている。
本作は6曲入りアルバムで、「どうしてだろう」と「Cross Shadow」は本作の新曲であり、あと4曲は「PASSION」「夢を見させて」2枚のシングルの表題曲・カップリング曲となっている。
近年では音楽配信サービスで音源が入手可能。

## ディスクジャケット
ジャケットは白地に黄色の葉が載せられ、葉の真ん中に白い「?」の写真が置かれている。

## 収録曲
1. Cross Shadow
  - 作詞：有川正沙子 作曲：カルロス・トシキ 編曲：大阪哲也
  - Jリーグ・オフィシャルビデオ『Jリーグ’94フルマッチ』テーマソング
2. 午後の事情
  - 作詞：芹沢類 作曲：和泉常寛 編曲：大阪哲也
3. どうしてだろう
  - 作詞：許瑛子 作曲：カルロス・トシキ 編曲：新川博
4. PASSION
  - 作詞：森雪之丞 作曲：和泉常寛 編曲：新川博
  - Jリーグオフィシャルビデオ「Jリーグ’93フルマッチ」テーマ・ソング
5. 夢を見させて
  - 作詞：芹沢類 作曲：Julia 編曲：新川博
  - テレビ東京系『TVチャンピオン』エンディング・テーマ
6. Boy
  - 作詞：芹沢類 作曲：和泉常寛 編曲：大阪哲也